# Nicolas Huber
Nicolas Huber (14 januari 1995) is een Zwitserse snowboarder.

## Carrière
Bij zijn wereldbekerdebuut, in januari 2017 in Laax, scoorde Huber direct wereldbekerpunten. Op de FIS wereldkampioenschappen snowboarden 2017 in de Spaanse Sierra Nevada veroverde de Zwitser de zilveren medaille op het onderdeel slopestyle.

## Resultaten

### Wereldkampioenschappen
| Jaar | Plaats        | Resultaten |
| ---- | ------------- | ---------- |
| 2017 | Sierra Nevada | Slopestyle |

### Wereldbeker
Eindklasseringen
| Seizoen   | Algm | SBS |
| --------- | ---- | --- |
| 2016/2017 |      |     |